# Schlagenheim
Schlagenheim  es el primer álbum de estudio y álbum debut de la banda británica de rock Black Midi. Lanzado a mediados del 2019.
El álbum se posicionó en el lugar #43 en la lista de los UK Albums Chart.
El álbum tuvo una nominación en los Mercury Prize en la edición de ese mismo año del lanzamiento del álbum.

## Sonido
El álbum es caracterizado por ser de estilo vanguardista y a la vez del estilo underground, los sonidos que predominan en el álbum son el rock experimental, math rock, noise rock, y también con influencias y sonidos del jazz fusión y del post-punk.

## Lista de canciones
Todas las canciones escritas y compuestas por Black Midi. 
| Schlagenheim |                   |          |  |
| N.º          | Título            | Duración |  |
| 1.           | «953»             | 05:20    |  |
| 2.           | «Speedway»        | 03:18    |  |
| 3.           | «Reggae»          | 03:30    |  |
| 4.           | «Near DT, MI»     | 02:20    |  |
| 5.           | «Western»         | 08:08    |  |
| 6.           | «Of Schlagenheim» | 06:26    |  |
| 7.           | «Bmbmbm»          | 04:56    |  |
| 8.           | «Years Ago»       | 02:35    |  |
| 9.           | «Ducter»          | 06:42    |  |
| 43:10        |                   |          |  |

## Personal
- Geordie Greep - vocal, eléctrica
- Matt Kwasniewski-Kelvin - vocal de apoyo, guitarra
- Cameron Picton - vocal de apoyo, bajo
- Morgan Simpson - batería

### Personal adicional
- Dan Carey - producción
- Alexis Smith - ingeniería
- Christian Wright - masterización
- David Rudnick - arte